# Högskolans avskiljandenämnd
Högskolans avskiljandenämnd är en statlig förvaltningsmyndighet som sorterar under Utbildningsdepartementet. Nämnden har till uppgift att pröva frågor att porta  
studenter från högskoleutbildning eller kvalificerad yrkesutbildning pga kriminalitet eller för att de pga psykisk sjukdom utgör en fara för verksamheten.
Myndigheten har inget eget kansli. Universitetskanslersämbetet upplåter lokaler och sköter administrativa, föredragande och handläggande uppgifter åt nämnden.